# Habenaria caranjensis
Habenaria caranjensis är en orkidéart som beskrevs av Nicol Alexander Dalzell. Habenaria caranjensis ingår i släktet Habenaria och familjen orkidéer. Inga underarter finns listade i Catalogue of Life.